# Sandra Palmen
Sandra Theodora Petronella Hendrika Palmen-Schlangen (Cuijk, 17 februari 1972) is een Nederlands politicus voor Nieuw Sociaal Contract (NSC) en voormalig ambtenaar. Sinds 12 december 2024 is zij staatssecretaris van Financiën (Herstel en Toeslagen). Van 6 december 2023 tot de aanvang van haar staatssecretariaat was zij Tweede Kamerlid.

## Loopbaan
Palmen studeerde fiscale economie aan de HEAO te Arnhem (1991-1995) en fiscaal recht aan de Universiteit Leiden (1999-2001). Van 1997 tot 2023 was zij werkzaam bij het ministerie van Financiën in diverse functies, laatstelijk als strategisch adviseur rechtsstatelijk overheidshandelen.

### Memo-Palmen
Palmen verwierf bekendheid door een kritische opstelling als interne bron bij de uitvoer van het toeslagenstelsel toen ze als vakgroepcoördinator bij de Belastingdienst werkte. Zij schreef in 2017 een kritisch intern advies over de stopzetting van toeslagen voor kinderopvang en analyseerde dat als bestuursrechtelijk „laakbaar”. Ze adviseerde de Dienst om tot compensatie over te gaan van een groep gedupeerde ouders maar dit werd terzijde gelegd. Het stuk verdween naar de achtergrond maar kwam tijdens de parlementaire ondervraging in de toeslagenaffaire bekend te staan als het ‘memo-Palmen’. Naar schatting 24 ambtenaren van de Belastingdienst hadden kennis genomen van het memo.
Van 2021 tot 2023 was Palmen daarnaast raadsheer-plaatsvervanger bij de Centrale Raad van Beroep, de hoogste bestuursrechter op het gebied van sociale zekerheid.

## Politiek

### Tweede Kamer
Palmen kreeg bij Tweede Kamerverkiezingen van 2023 de vijfde plaats op de kandidatenlijst van NSC. De partij behaalde twintig zetels, wat voor haar voldoende was om gekozen te worden. Zij werd op 6 december 2023 in de Kamer geïnstalleerd. Ze nam zitting in de volgende vaste Kamercommissies:
- Binnenlandse Zaken
- Digitale Zaken
- Koninkrijksrelaties
- Sociale Zaken en Werkgelegenheid
- Kunstcommissie

Ze was ook lid van de Contactgroep Duitsland, die leden van de Tweede Kamer een forum biedt om op informele wijze contact te onderhouden met leden van de Duitse Bondsdag.

### Staatssecretaris
Na ruim een jaar Kamerlid te zijn geweest, werd Palmen op 12 december 2024 staatssecretaris Herstel en Toeslagen. Zij was hierin de opvolger van Nora Achahbar, die op 15 november was opgestapt.

### Persoonlijk
Sandra Palmen is gehuwd en heeft 2 zonen.